# Bilan saison par saison des Blue Jackets de Columbus
Les Blue Jackets de Columbus sont une franchise de la Ligue nationale de hockey depuis la saison 2000-2001. Depuis sa création, l'équipe n'a accédé que deux fois au séries éliminatoires.

## Résultats
| Saison           | PJ             | V              | D              | N              | DP             | DTB            | BP             | BC             | Pts            | Classement                 | Séries éliminatoires     | Entraîneur                              |
| ---------------- | -------------- | -------------- | -------------- | -------------- | -------------- | -------------- | -------------- | -------------- | -------------- | -------------------------- | ------------------------ | --------------------------------------- |
| 2000-2001        | 82             | 28             | 39             | 9              | 6              | —              | 190            | 233            | 71             | 5e division Centrale       | Non qualifiés            | Dave King                               |
| 2001-2002        | 82             | 22             | 47             | 8              | 5              | —              | 164            | 255            | 57             | 5e division Centrale       | Non qualifiés            | Dave King                               |
| 2002-2003        | 82             | 29             | 42             | 8              | 3              | —              | 213            | 263            | 69             | 5e division Centrale       | Non qualifiés            | Dave King James MacLean                 |
| 2003-2004        | 82             | 25             | 45             | 8              | 4              | —              | 177            | 238            | 62             | 4e division Centrale       | Non qualifiés            | James MacLean Gerard Gallant            |
| 2004-2005        | Saison annulée | Saison annulée | Saison annulée | Saison annulée | Saison annulée | Saison annulée | Saison annulée | Saison annulée | Saison annulée | Saison annulée             | Saison annulée           | Saison annulée                          |
| 2005-2006        | 82             | 35             | 43             | —              | 1              | 3              | 223            | 279            | 74             | 3e division Centrale       | Non qualifiés            | Gerard Gallant                          |
| 2006-2007        | 82             | 33             | 42             | —              | 2              | 5              | 201            | 249            | 73             | 4e division Centrale       | Non qualifiés            | Gerard Gallant Gary Agnew Ken Hitchcock |
| 2007-2008        | 82             | 34             | 36             | —              | 4              | 8              | 193            | 218            | 80             | 4e division Centrale       | Non qualifiés            | Ken Hitchcock                           |
| 2008-2009        | 82             | 41             | 31             | —              | 3              | 7              | 226            | 230            | 92             | 4e division Centrale       | 0-4 Red Wings            | Ken Hitchcock                           |
| 2009-2010        | 82             | 32             | 35             | —              | 5              | 10             | 216            | 259            | 79             | 5e division Centrale       | Non qualifiés            | Ken Hitchcock Claude Noël               |
| 2010-2011 Détail | 82             | 34             | 35             | —              | 5              | 8              | 215            | 258            | 81             | 5e division Centrale       | Non qualifiés            | Scott Arniel                            |
| 2011-2012        | 82             | 29             | 46             | —              | 2              | 5              | 202            | 262            | 65             | 5e division Centrale       | Non qualifiés            | Scott Arniel Todd Richards              |
| 2012-2013        | 48             | 24             | 17             | —              | 3              | 4              | 120            | 119            | 55             | 4e division Centrale       | Non qualifiés            | Todd Richards                           |
| 2013-2014        | 82             | 43             | 32             | —              | 5              | 2              | 231            | 216            | 93             | 4e division Métropolitaine | 2-4 Penguins             | Todd Richards                           |
| 2014-2015        | 82             | 42             | 35             | —              | 3              | 2              | 236            | 250            | 89             | 5e division Métropolitaine | Non qualifiés            | Todd Richards                           |
| 2015-2016        | 82             | 34             | 40             | —              | 4              | 4              | 219            | 252            | 76             | 8e division Métropolitaine | Non qualifiés            | Todd Richards John Tortorella           |
| 2016-2017        | 82             | 50             | 24             | —              |                |                | 249            | 195            | 108            | 3e division Métropolitaine | 1-4 Penguins             | John Tortorella                         |
| 2017-2018        | 82             | 45             | 30             | —              |                |                | 242            | 230            | 97             | 4e division Métropolitaine | 2-4 Capitals             | John Tortorella                         |
| 2018-2019        | 82             | 47             | 31             | —              |                |                | 258            | 232            | 98             | 5e division Métropolitaine | 4-0 Lightning 2-4 Bruins | John Tortorella                         |